# Купчик, Давид
Давид Купчик (пол. Dawid Kupczyk, 10 мая 1977, Еленя-Гура) — польский бобслеист, пилот, выступает за сборную Польши с 1997 года. Участник четырёх зимних Олимпийских игр, неоднократный победитель и призёр национальных первенств, различных этапов Кубка Европы.

## Биография
Давид Купчик родился 10 мая 1977 года в городе Еленя-Гура, Нижнесилезское воеводство. Спортивная карьера мальчика была предопределена заранее, поскольку его отец Анджей Купчик был профессиональным спортсменом, весьма успешно выступал на ведущих легкоатлетических соревнованиях, в частности, специализировался на дистанции 800 м. Первое время Давид шёл по стопам отца, тоже занимался лёгкой атлетикой, но в 1997 году решил попробовать себя в бобслее, в качестве пилота прошёл отбор в национальную сборную и стал ездить на крупные международные старты, порой показывая довольно неплохой результат. Благодаря череде удачных выступлений удостоился права защищать честь страны на зимних Олимпийских играх 1998 года в Нагано, где впоследствии занял двадцать второе место зачёта четырёхместных экипажей.
Тренируясь под руководством собственного отца, Купчик продолжал выступать на самом высоком уровне, выиграл серебряную медаль на юниорском чемпионате мира, получил несколько наград на этапах европейского кубка. В 2002 году отправился на Олимпиаду в Солт-Лейк-Сити, выступив немногим лучше предыдущего раза — восемнадцатое место в четвёрках. В следующем сезоне оказался на верхней строке общего зачёта Кубка Европы, однако на Кубке мира ему везло меньше, спортсмен далеко не всегда попадал в двадцатку сильнейших. На чемпионате мира 2005 года в канадском Калгари был двадцать пятым с двухместным экипажем и двадцатым с четырёхместным. Набрав достаточное количество рейтинговых очков, прошёл квалификацию на Олимпийские игры 2006 года в Турине, где с четвёркой сумел добраться до пятнадцатой позиции.
На Кубке мира Давид Купчик ни разу не приблизился к призовым местам, но всегда выступал достойно и оставался лидером сборной Польши. На мировом первенстве 2007 года в швейцарском Санкт-Морице в зачёте четвёрок закрыл двадцатку сильнейших. На Олимпиаде 2010 года в Ванкувере соревновался сразу в двух дисциплинах, занял шестнадцатое место с двойкой и четырнадцатое с четвёркой — это лучшее его достижение на Олимпийских играх. Несмотря на почтенный для бобслея возраст, в следующих сезонах ничем не уступал себе прежнему, в общем зачёте Кубка мира поднялся до весьма высокой для себя пятнадцатой строки, при этом на чемпионате мира 2011 года в Кёнигсзее был пятнадцатым с двухместным экипажем и восемнадцатым с четырёхместным. В следующем сезоне в рейтинге лучших экипажей-четвёрок разместился на тринадцатой строке, в сезоне 2012/13 по состоянию на конец января держится в двадцатке.